# Xestia lobbichleri
Xestia lobbichleri là một loài bướm đêm trong họ Noctuidae.